# 乍得国家电视台
查德國家电视台（法語：Télé Tchad）是非洲中部國家查德的國营廣播电视播出机构，在1987年12月10日開播，也是查德政府的喉舌。

## 歷史
查德在脱离法国独立后，因经济落后，并没有马上建立自己的电视台。1987年12月，中部非洲关税及经济同盟成员国首脑会议在查德首都恩贾梅纳召开，为了能够及时报导这场会议，查德政府开始筹建一家电视台。1987年12月10日，查德國家电视台正式開播，該电视台開播時，每週僅播出四天，並且僅透過位於首都恩贾梅纳古吉街區的電視發射台第7頻道播送节目。由于电视台的技术落后，在地的收视户也难以接收到其讯号，在同一台电视机上无法同时接收其声音及画面。1989年，查德與法国签署协议，在法国电视直播卫星公司的帮助下，乍得国家電視台首次建立了安装有廣播設備的演播室，提高了电视节目播出水準。

## 现况
查德國家电视台由查德政府资讯新闻部主管，现下设新闻组、节目组、无线组、生产组、技术组。由于技术落后，电视台的讯号无法覆盖全国，只能覆盖首都及国内西南部地区，亦未實施24小時播出，一天播出8小时。除了播出国内外新闻外，也播出在地艺文节目、戏剧，也会播送欧洲的法文科普节目，转播国际体育赛事:21、邻近国家的电视节目，其播出语言则以法语为主，阿拉伯语为次。